# Riddarhuspalatset
El Riddarhuspalatset, coloquialmente Riddarhuset, es un palacio construido entre 1641 y 1674 en Riddarhustorget 10 en el barrio Hércules Gamla Stan de Estocolmo, que pertenece y está administrado por la caballería y la nobleza de Suecia. Fue desde la década de 1670 hasta la reforma de la representación en 1866 la sede de la nobleza sueca.
Está abierto al público y organiza, entre otras cosas, visitas guiadas y conciertos.  también se utiliza para eventos privados.

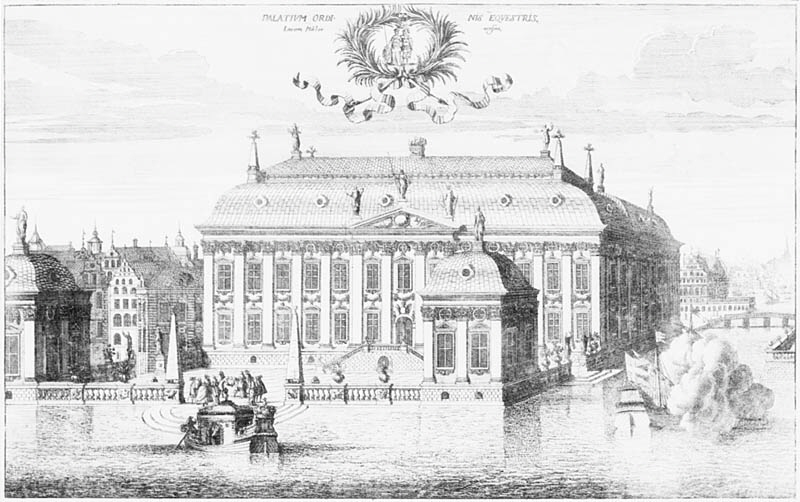
Plano de la casa de los caballeros desde el lado del lago en el. Grabado de Johannes van den Aveelen.

## Fachadas principales
El terreno donde hoy se encuentra Riddarhuset fue comprado por Axel Oxenstierna, quien luego lo donó a la nobleza sueca. Durante el largo período de construcción intervinieron varios arquitectos. El primero que recibió el encargo fue Simon de la Vallée, un inmigrante de Francia. Está construida en el estilo clásico del renacimiento tardío y, excepto el tejado, es una copia bastante fiel de la Mauritshuis de La Haya, pero el edificio también tiene muchos detalles tomados de la arquitectura italiana de la época.
Tras la muerte de Simon de la Vallée en 1642, el cantero alemán Heinrich Wilhelm se hizo cargo de la construcción durante un período de diez años y continuó las obras. Después de su muerte en 1652, se convocó al arquitecto holandés Justus Vingboons (hermano del arquitecto Philips Vingboons). Fueron, según Ragnar Josephson, "los Vingboons quienes pusieron el sello definitivo a la casa; el plan, la división, la proporción y la decoración derivan principalmente de él. Sin embargo, Vingboons fue despedido y enviado de regreso a los Países Bajos en junio de 1656, tras lo cual Jean de la Vallée, hijo de Simon, terminó la actuación.
El plan original era que dos alas enmarcaran el gran terreno al este y al oeste, por lo que el terreno también se amplió tanto que casi todo el actual Riddarhustorget pasó a ser propiedad de la nobleza. El edificio no estuvo completamente terminado hasta que Carlos XI asumió el gobierno y desde entonces ha sido utilizado por "la caballería y la nobleza" para sus reuniones y administración común. El portal de la fachada norte se ha realizado según los dibujos originales de Jean de la Vallée, fechados en 1660.
Es un ejemplo temprano de la ruptura con el manierismo holandés hacia el que se había orientado anteriormente la arquitectura sueca  (un estilo de construcción del que, por ejemplo, el castillo Makalös fue un exponente). Está diseñada en su mayor parte en el clasicismo francés, pero con ventanas redondas bajo el friso del techo y con un original techo de dos partes con un perfil inferior curvo que se convertiría en modelo para el techo a dos aguas típicamente sueco. El techo particular fue creado por Jean de la Vallée y no aparece en dibujos o propuestas anteriores. La fachada principal, de arenisca clara de Gotland y ladrillo local, tiene columnas empotradas de orden corintio. El interior presenta interesantes muebles del siglo XVII y una escalera monumental con escaleras de piedra caliza de Öland, también de Jean de la Vallée. Hay 2337 escudos de armas colgados, pero sólo 603 de las familias se cuentan como familias vivas.
Desde entonces, ha sido reconstruido y modificado repetidamente tanto exterior como interiormente; El mayor cambio se produjo en 1870, cuando adquirió alas independientes, diseñadas por el arquitecto Adolf W. Edelsvärd. En la década de 1910 se plantó la explanada del sur. Anteriormente, Riddarhuset había estado en contacto directo con Riddarhustorget.

### Decoraciones de fachada
Sobre las risalitas centrales, en ambos lados largos, hay tres estatuas de piedra arenisca. En el lado norte (hacia Norrström ) hay un antiguo guerrero con cadena de caballero, probablemente una personificación de la caballería (Ordo ecuestre). El guerrero está rodeado por Prudentia y Hércules con garrote y piel de león, que representan el heroísmo (Virtus heroica). El trisalit central en el lado sur (frente a Riddarhustorget) es una figura femenina que representa a Nobilitas, la nobleza, y se encuentra entre un hombre y una mujer, lo que puede interpretarse como el estudio militar y civil. Estos, al igual que los relieves de los frontones, fueron realizados por el escultor Henrik Lichtenberg.A cada lado del alero hay personificaciones del lema de los Caballeros Arte et Marte, donde Arte, ablativo de Ars, o arte, está representado por Minerva quien en esta figura lleva una cruz además de un libro. Están realizadas en plomo por el escultor Johan Baptista Dusart. Los cuatro obeliscos que se alzan en las esquinas del alero superior fueron construidos para servir de chimeneas. Además del palacio de Estocolmo, la organización Riddarhuset posee y gestiona, entre otras cosas, los castillos de Löfstad y Kronovall, las mansiones de Föllingsö, Stjärnevik y Hornsberg, así como las propiedades Mellbyn y Apelås.

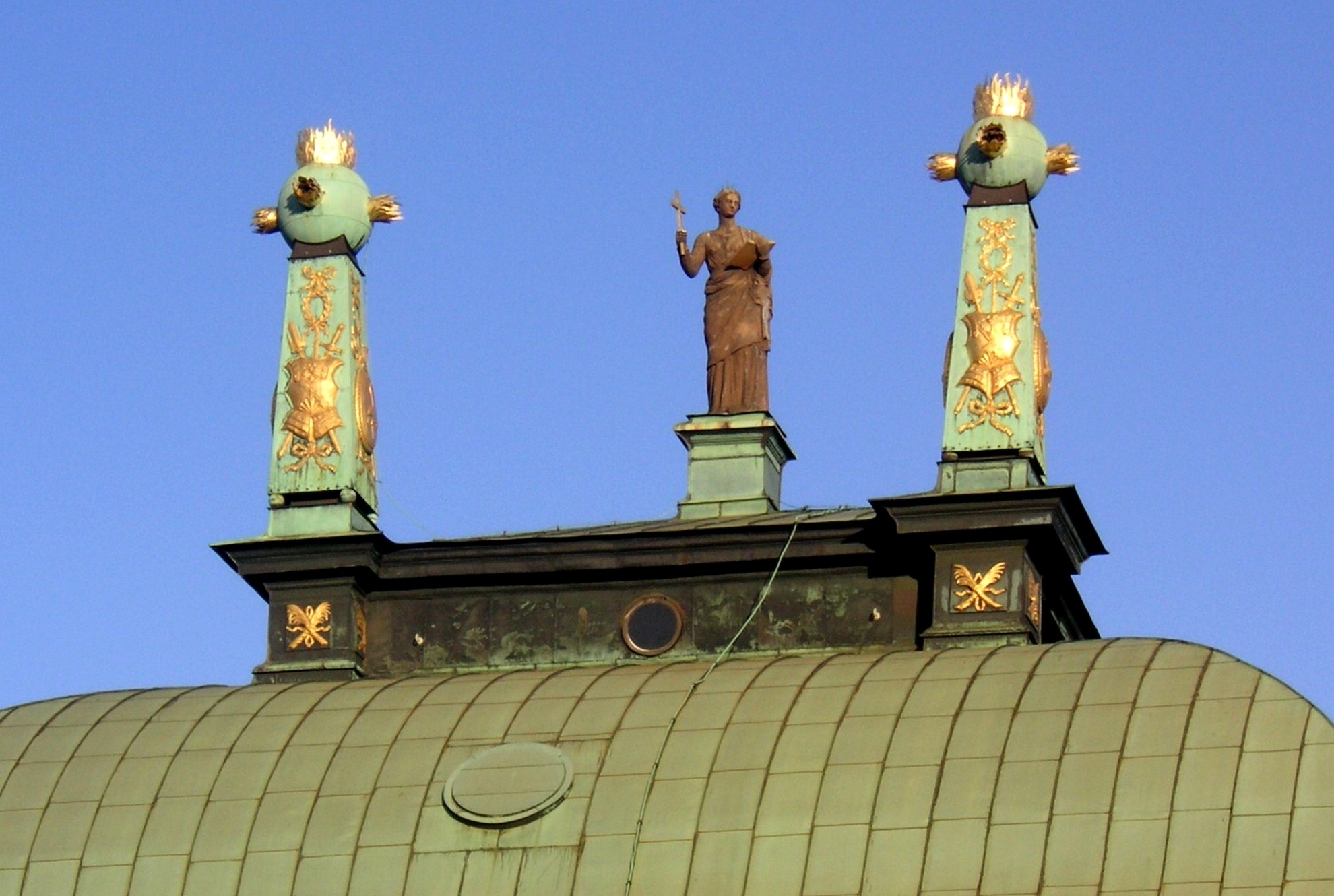
Minerva y dos de los cuatro obeliscos
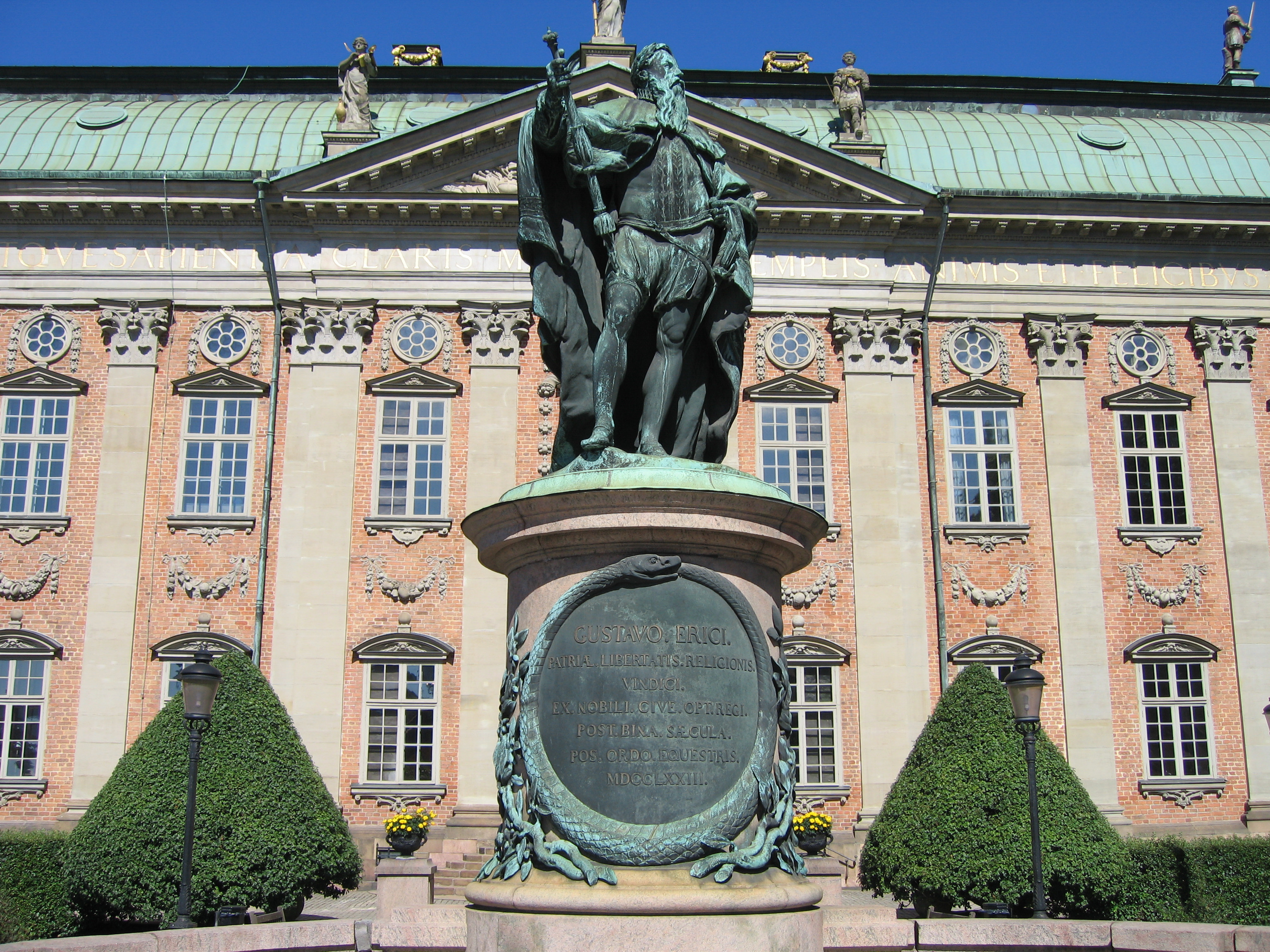
Estatua de Gustavo Vasa
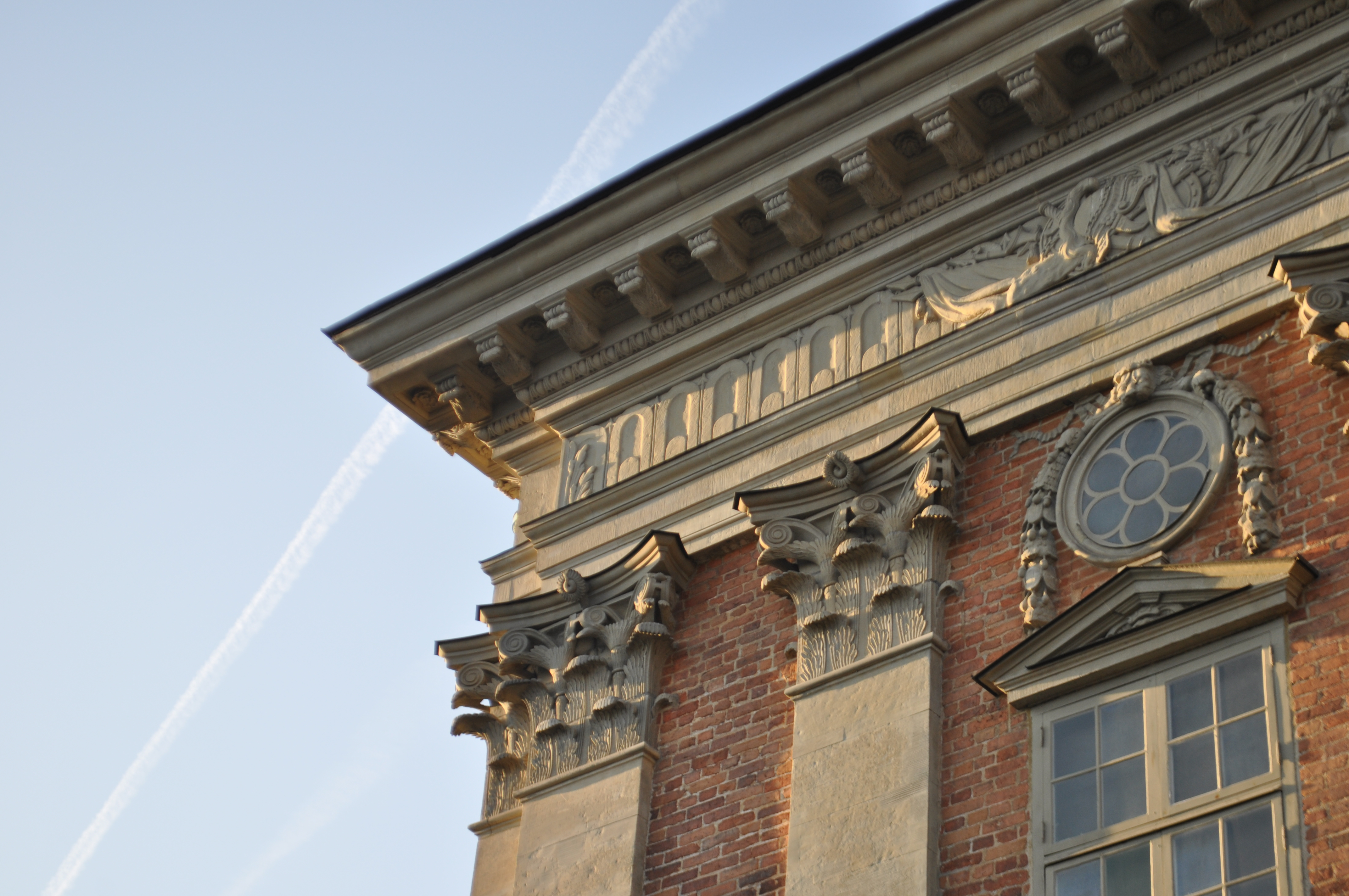
Detalle de fachada
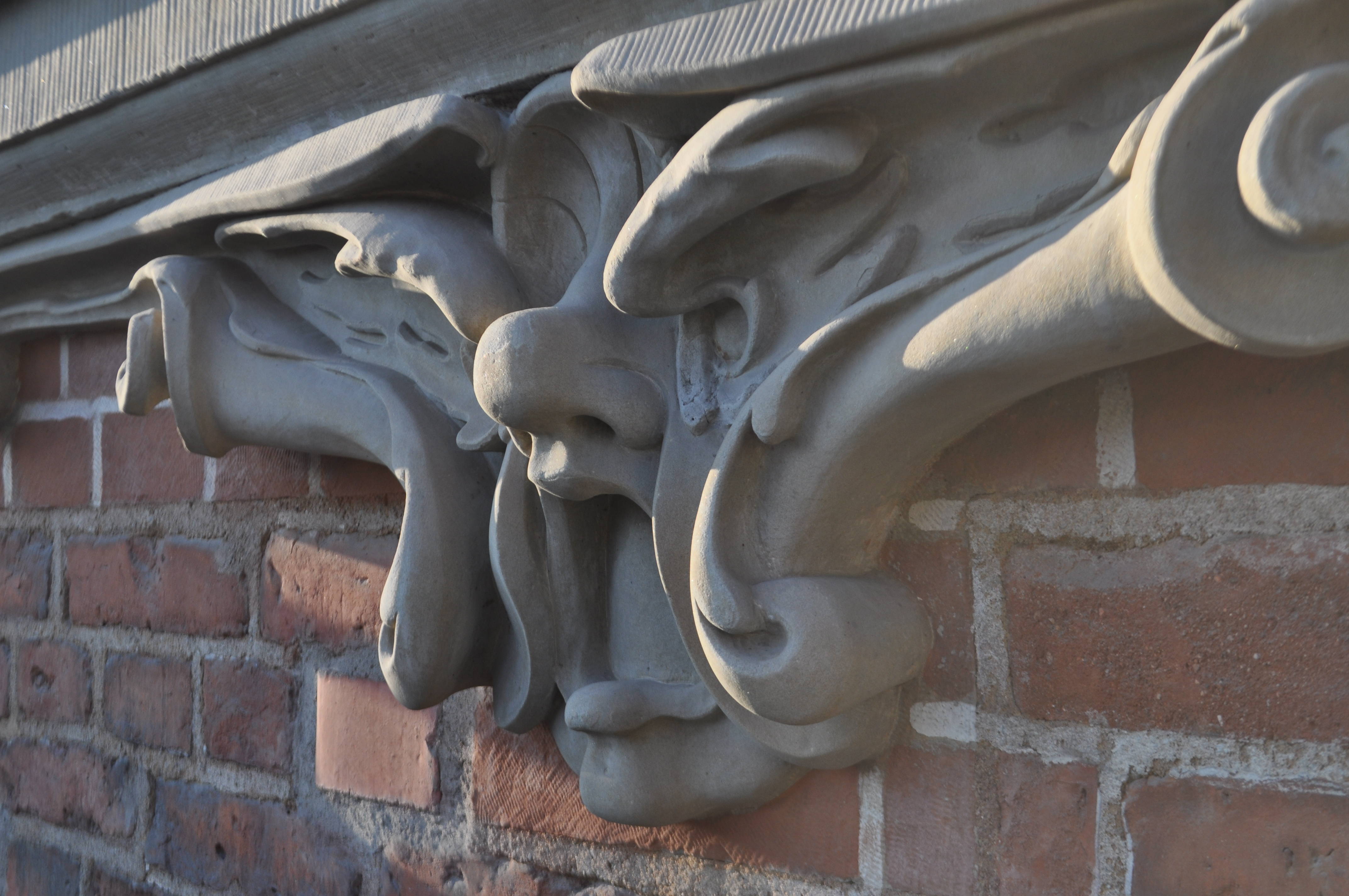
Detalle de la fachada
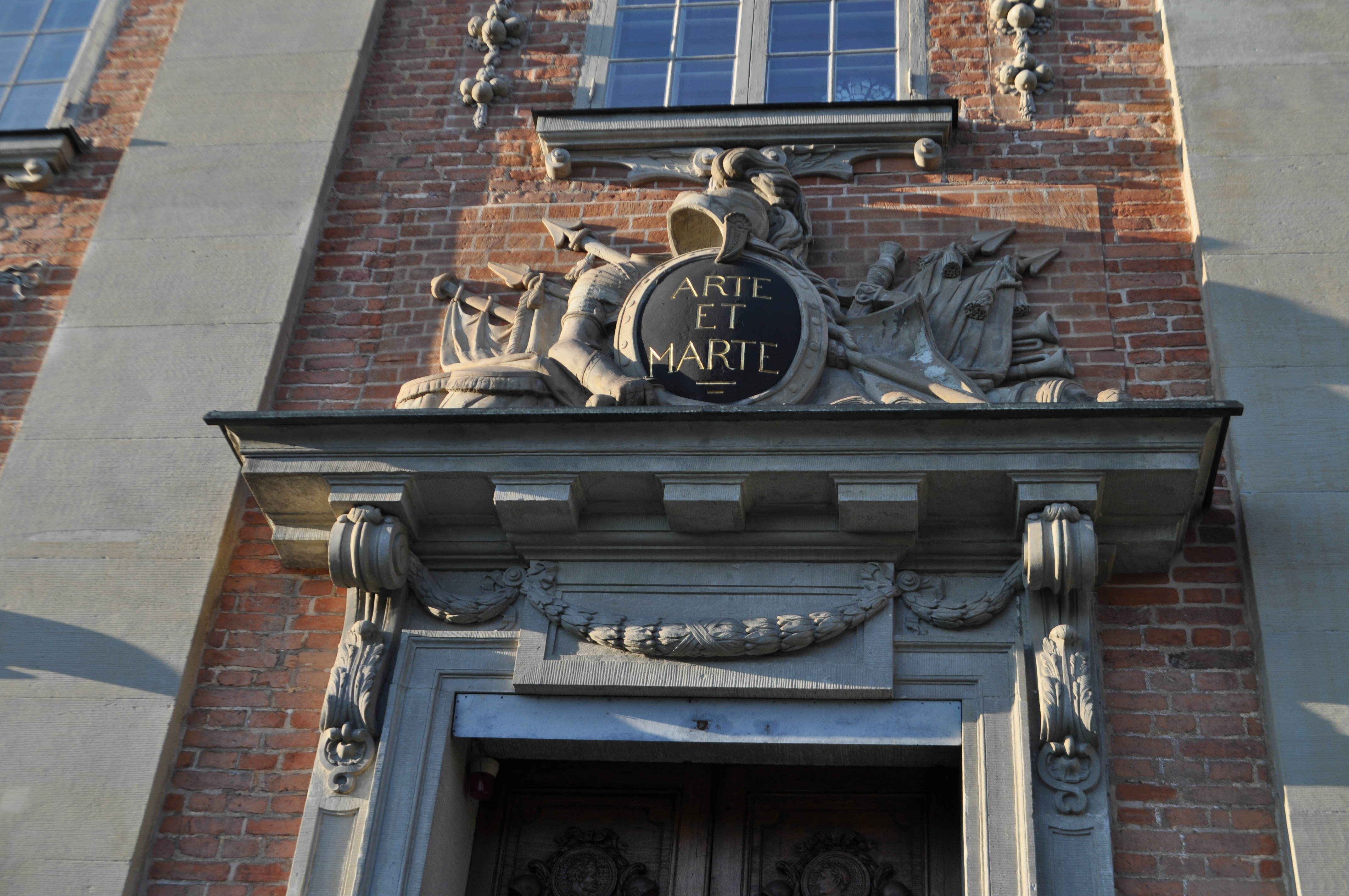
Detalle de la valla de piedra de la entrada.
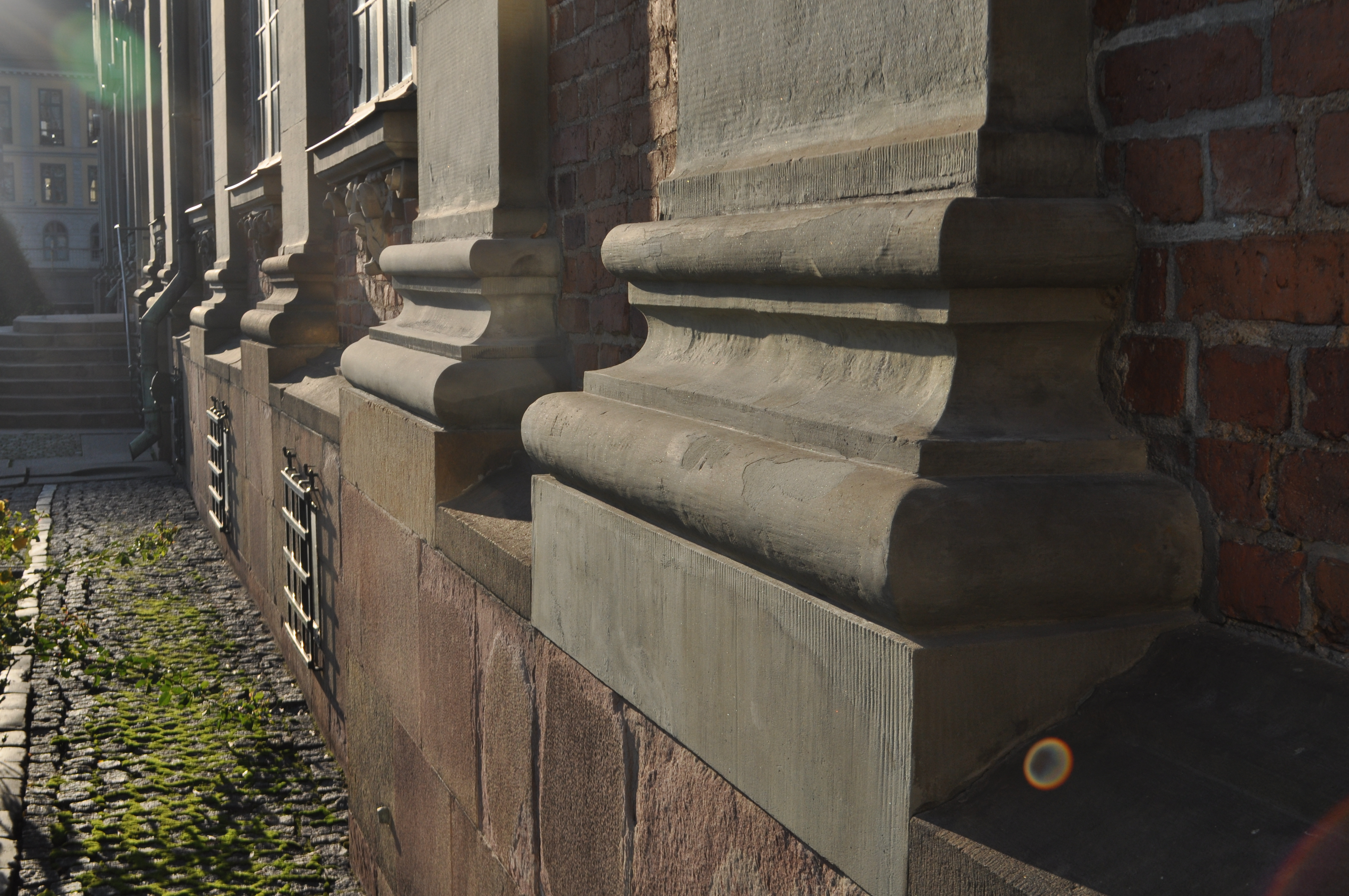
Las bases de las pilastras.